# Laurence Olivier Awards 1990
Die 14. Laurence Olivier Awards 1989/1990 wurden von der Society of London Theatre vergeben, um herausragende Theater- und Musicalproduktionen zu würdigen. Da die vorherige Preisverleihung im Jahr 1988 stattfand, wurden Produktionen der Theatersaison 1988/89 und 1989/90 ausgezeichnet.

## Hintergrund
Der Laurence Olivier Award (auch Olivier Award) ist ein seit 1976 jährlich vergebener britischer Theater- und Musicalpreis. Er gilt als höchste Auszeichnung im britischen Theater und ist vergleichbar mit dem Tony Award am amerikanischen Broadway. Verliehen wird die Auszeichnung von der Society of London Theatre. Ausgezeichnet werden herausragende Darsteller und Produktionen einer Theatersaison, die im Londoner West End zu sehen waren. Die Auszeichnungen hießen zunächst Society of West End Theatre Awards und wurden 1985 zu Ehren des renommierten britischen Schauspielers Laurence Olivier in Laurence Olivier Awards umbenannt. Die Nominierten und Gewinner der Laurence Olivier Awards „werden jedes Jahr von einer Gruppe angesehener Theaterfachleute, Theaterkoryphäen und Mitgliedern des Publikums ausgewählt, die wegen ihrer Leidenschaft für das Londoner Theater“ bekannt sind.

## Gewinner und Nominierte
| Bestes neues Theaterstück | Bestes neues Musical |
| --- | --- |
| - Racing Demon von David Hare – National Theatre Cottesloe - Ghetto von Joshua Sobol – National Theatre Olivier - Man of the Moment von Alan Ayckbourn – Globe Theatre - Shadowlands von William Nicholson – Queen’s Theatre | - Return to the Forbidden Planet – Cambridge Theatre - Buddy – Victoria Palace Theatre - Miss Saigon – Theatre Royal Drury Lane - The Baker’s Wife – Phoenix Theatre |
| Beste neue Comedy | |
| - Single Spies von Alan Bennett – National Theatre Lyttelton / Queen’s Theatre - Jeffrey Bernard Is Unwell von Keith Waterhouse – Apollo Theatre - Some Americans Abroad von Richard Nelson – Royal Shakespeare Company im Barbican Centre - Steel Magnolias von Robert Harling – Lyric Theatre | |
| Bester Darsteller Theaterstück | Beste Darstellerin Theaterstück |
| - Oliver Ford Davies als The Rev. Lionel Espy in Racing Demon – National Theatre Cottesloe - Nigel Hawthorne als C. S. Lewis in Shadowlands – Queens Theatre - Ian McKellen als Max in Bent – National Theatre Lyttelton und als Iago Othello – Royal Shakespeare Company im Young Vic Theatre - Michael Pennington in verschiedenen Rollen in The Wars of the Roses – Old Vic Theatre | - Fiona Shaw als Celia in As You Like It – Old Vic Theatre, als Electra in Electra – Royal Shakespeare Company im Barbican Centre und als Shen Te/Shui Ta in The Good Person of Sichuan – National Theatre Olivier - Sheila Hancock als Prin in Prin – Lyric Theatre - Jane Lapotaire als Joy Davidman in Shadowlands – Queens Theatre - Prunella Scales als Elizabeth II. in Single Spies – National Theatre Lyttelton |
| Bester Darsteller Musical | Beste Darstellerin Musical |
| - Jonathan Pryce als The Engineer in Miss Saigon – Theatre Royal Drury Lane - Alun Armstrong als Aimable Castagnet in The Baker’s Wife – Phoenix Theatre - Matthew Devitt als Cookie in Return to the Forbidden Planet – Cambridge Theatre - Paul Hipp als Buddy Holly in Buddy – Victoria Palace Theatre | - Lea Salonga als Kim in Miss Saigon – Theatre Royal Drury Lane - Patricia Hodge als Gertrude Lawrence in Noël and Gertie – Comedy Theatre - Judy Kuhn als Futura/Maria in Metropolis – Piccadilly Theatre - Elaine Paige als Reno Sweeney in Anything Goes – Prince Edward Theatre |
| Beste Comedy-Darbietung | |
| - Michael Gambon als Douglas Beechey in Man of the Moment – Globe Theatre - Alex Jennings als Dorante in The Liar – Old Vic Theatre - Alfred Molina als Charlie Fox in Speed-the-Plow – National Theatre Lyttelton - Peter O’Toole als Jeffrey Bernard in Jeffrey Bernard Is Unwell – Apollo Theatre | |
| Bester Nebendarsteller / Beste Nebendarstellerin | Bester Nachwuchskünstler / Beste Nachwuchskünstlerin |
| - Michael Bryant als Polonius in Hamlet – National Theatre Olivier, als The Rev. Harry Henderson in Racing Demon und als Peacey in The Voysey Inheritance – National Theatre Cottesloe - Linda Kerr Scott als Djigan in Ghetto – National Theatre Olivier - Simon Russell Beale als Danny in Playing with Trains, als Lord Are in Restoration, als Henry McNeil in Some Americans Abroad und als Sir Fopling Flutter The Man of Mode – Royal Shakespeare Company im Young Vic Theatre - Zoë Wanamaker als Emilia in Othello – Royal Shakespeare Company im Young Vic Theatre                      | - Jeremy Northam als Edward Voysey in The Voysey Inheritance – National Theatre Cottesloe - Glen Goei als Song Liling in M. Butterfly – Shaftesbury Theatre - Charlotte Keatley für My Mother Said I Never Should – Royal Court Theatre - Georgia Slowe als Juliet in Romeo and Juliet – Royal Shakespeare Company im Barbican Centre                                                                                   |
| Beste Regie | |
| - Michael Bogdanov für The Wars of the Roses – Old Vic Theatre - Richard Eyre für Racing Demon und The Voysey Inheritance – National Theatre Cottesloe - Nicholas Hytner für Ghetto – National Theatre Olivier und Miss Saigon – Theatre Royal Drury Lane - Trevor Nunn für Othello – Royal Shakespeare Company im Young Vic Theatre | |
| Bestes Bühnenbild | |
| - Bob Crowley für Ghetto, Hedda Gabler – National Theatre Olivier, Ma Rainey’s Black Bottom – National Theatre Cottesloe und The Plantagenets – Royal Shakespeare Company im Barbican Centre - Bühnenbildnerteam von Suicide for Love – National Theatre Lyttelton - Chris Dyer für The Merchant of Venice – Phoenix Theatre und The Wars of the Roses – Old Vic Theatre - John Napier für Miss Saigon – Theatre Royal Drury Lane und The Baker’s Wife – Phoenix Theatre | |
| Herausragende Leistungen Ballett | Herausragende Leistungen Oper |
| - Kim Brandstrup für die Choreografie von Orfeo, London Contemporary Dance Theatre – Sadler’s Wells Theatre - Nino Ananiaschwili und Irek Mukhamedov vom Bolschoi-Ballett – London Coliseum - David Bintley für die Choreografie von Hobson’s Choice, Sadler’s Wells Royal Ballet – Royal Opera House - Siobhan Davies für die Choreografie von Embarque, Rambert Dance Company – Sadler’s Wells Theatre - Kenneth MacMillan für die Choreografie von The Prince of the Pagodas, The Royal Ballet – Royal Opera House - Paul Taylor Dance Company für ihre Ballettsaison – Sadler’s Wells Theatre | - Orfeo ed Euridice von Komische Oper – Royal Opera House - Lear, English National Opera – London Coliseum - Survival Song, The Garden Venture – Donmar Warehouse - Die Liebe zu den drei Orangen, English National Opera – London Coliseum - Un re in ascolto, The Royal Opera – Royal Opera House |
| Herausragende Leistungen | |
| - Declan Donnellan für die Regie von Fuenteovejuna – National Theatre Cottesloe - Ute Lemper für die Konzeption und Auftritt von Kurt Weill Evening – Almeida Theatre - Philip Prowse für die Regie von The Vortex – Garrick Theatre - John Wood in The Master Builder und The Tempest – Royal Shakespeare Company im Barbican Centre | |

## Statistik

### Mehrfache Nominierungen
- 3 Nominierungen: Racing Demon
- 2 Nominierungen: Miss Saigon und The Voysey Inheritance

### Mehrfache Gewinne
- 5 Gewinne: Miss Saigon
- 4 Gewinne: Ghetto und Racing Demon
- 3 Gewinne: Othello, Shadowlands, The Baker’s Wife, The Voysey Inheritance und The Wars of the Roses
- 2 Gewinne: Buddy, Jeffrey Bernard Is Unwell, Man of the Moment, Return to the Forbidden Planet, Single Spies und Some Americans Abroad